# إبراهيم المقحفي
إبراهيم المقحفي صحفي، إذاعي، مؤرخ، مؤلف. ولد في مدينة حجة،التحق بالمدرسة الابتدائية في مدينة حجة، ثم انتقل إلى مدينة صنعاء؛ حيث أكمل فيها دراسته حتى ابتعث إلى جامعة القاهرة؛ فالتحق فيها بقسم الصحافة في كلية الإعلام، وتخرج منها سنة 1399هـ/1979م، كما ابتعث ضمن ثلاثين طالبًا إلى إيران لدراسة العمل التلفزيوني، وكانت هذه المجموعة هي التي تولت افتتاح تلفزيون صنعاء فيما بعد، وأثناء دراسته في القاهرة أصدر مجلة: (الكلمة) وكتاب: (الكلمة) تحت إشراف الدكتور (عبد العزيز المقالح).
عمل بالإذاعة والتلفزيون خلال دراسته الثانوية، وبعد تخرجه من الجامعة؛ عمل في صحيفة الثورة، وتولى فيها إدارة التحرير، وأصدر خلال ذلك ملحقًا ثقافيًّا في هذه الصحيفة، وعمل على تبويبها وتنظيم إخراجها.
وفي عام 1401هـ/1981م تعيّن مديرًا للبرامج بإذاعة صنعاء، وفي عام 1402هـ/1982 مديرًا عامًّا للإذاعة، وانتخب أمينًا عامًّا لنقابة الصحفيين اليمنيين خلال ثلاث دورات انتخابية.

## من مؤلفاته
- معجم البلدان والقبائل اليمنية.[3] صدر في أربع طبعات.
- حوار مع أربعة شعراء من اليمن. مطبوع.
- موسوعة الألقاب اليمنية.[4] مطبوع.
- المعجم الجغرافي لليمن. مخطوط.

### حقق الكتب التالية
- نشر الثناء الحسن؛ للعلامة (إسماعيل الوشلي).
- إدام القوت في بلدان حضرموت؛ للمؤرخ (عبد الرحمن عبيدالله السقاف).
- عقد الجواهر والدرر للمؤرخ (محمد بن أبي بكر الشلي).
- السناء الباهر بتكميل النور السافر؛ للمؤرخ (محمد بن أبي بكر الشلي).
- روح الروح فيما جرى بعد المائة التاسعة من الفتوح؛ للمؤرخ (عيسى بن لطف الله شرف الدين).
- درر نحور الحور العين؛ للمؤرخ (لطف الله جحاف).